# CARDs
دومین کارد (انگلیسی: CARD domain) یا «دومین‌های جذب کاسپاز» یا «دومین‌های جذب و تقویت کاسپاز» که به‌اختصار به «CARDs» مشهور هستند، موتیف‌های تعاملی مهمی هستند که در طیف وسیعی از پروتئین‌ها (به‌ویژه آنهایی که در التهاب و آپوپتوز نقش دارند) یافت می‌شوند.
این دومین‌ها، در تشکیل ساختمان‌های پیچیدهٔ پروتئینی، از طریق فعل و انفعال مابین CARDsهای گوناگون، موثرند.
دومین‌های CARD در طیف وسیعی از پروتئین‌ها همچون «هلیکازها»، «کینازها»، «پرپتسین‌های میتوکندریال»، «کاسپازها» و سایر فاکتورهای سیتوپلاسمی یافت می‌شوند.